# Rhacopilopsis kilimandscharica
Rhacopilopsis kilimandscharica là một loài Rêu trong họ Hypnaceae. Loài này được (Broth. & P. de la Varde) W.R. Buck miêu tả khoa học đầu tiên năm 1993.